# Majmunske boginje
Majmunske boginje su infektivna bolest uzrokovana virusom majmunskih boginja koja se može javiti kod pojedinih životinja, uključujući ljude.  Simptomi počinju groznicom, glavoboljom, bolovima u mišićima, otečenim limfnim čvorovima i osećanjem umora. Posle toga sledi osip koji stvara plikove i krast preko njih. Vreme od izlaganja do pojave simptoma je oko 10 dana. Trajanje simptoma je obično dve do četiri nedelje.
Majmunske boginje se mogu preneti rukovanjem mesom divljači, ujedom ili ogrebotinom životinje, telesnim tečnostima, kontaminiranim predmetima ili bliskom kontaktu sa zaraženom osobom. Virus normalno cirkuliše među pojedinim glodarima. Dijagnoza se može potvrditi testiranjem lezije na DNK virusa. Bolest može izgledati slično kao i varičela.
Vakcina protiv malih boginja može da spreči infekciju sa 85% efikasnosti. U 2019. godini, vakcina protiv majmunskih boginja, Džineos, odobrena je za odrasle u Sjedinjenim Državama. Trenutni standard za lečenje je tekovirimat, antivirusni lek koji je posebno namenjen za lečenje infekcija ortopokvirusima kao što su male boginje i majmunske boginje. Odobren je za lečenje majmunskih boginja u Evropskoj uniji i Sjedinjenim Državama. Cidofovir ili brinkidofovir takođe mogu biti korisni. Izveštaji o riziku od smrti, ako se ne leče, su čak 10% do 11% u centralnoafričkoj kladi majmunskih boginja.
Majmunske boginje su prvi put identifikovane 1958. godine među laboratorijskim majmunima u Kopenhagenu, Danska. Majmuni, međutim, nisu prirodni rezervoar virusa. Prvi slučajevi kod ljudi pronađeni su 1970. godine u Demokratskoj Republici Kongo. Epidemija koja se dogodila u Sjedinjenim Državama 2003. praćena je do prodavnice kućnih ljubimaca u kojoj su prodavani glodari uvezeni iz Gane. Epidemija majmunskih boginja 2022. predstavlja prvu pojavu široko rasprostranjenog prenosa u zajednici izvan Afrike, koja je počela u Ujedinjenom Kraljevstvu u maju 2022. godine, sa naknadnim slučajevima potvrđenim u Evropi, Severnoj Americi i Australiji.

## Spoljašnje veze
- CDC – Monkeypox Fact Sheet
- WHO – Monkeypox Fact Sheet
- Virology.net Picturebook: Monkeypox Архивирано на веб-сајту  (28. октобар 2005)
- "Could Monkeypox Take Over Where Smallpox Left Off?  Smallpox may be gone, but its viral cousins – monkeypox and cowpox – are staging a comeback". Scientific American, March 4, 2013
- Monkeypox Архивирано на веб-сајту  (21. мај 2022) - Monkeypox Statistics